# Sidell
Sidell es una villa ubicada en el condado de Vermilion en el estado estadounidense de Illinois. En el Censo de 2010 tenía una población de 617 habitantes y una densidad poblacional de 256,98 personas por km².

## Geografía
Sidell se encuentra ubicada en las coordenadas 39°54′35″N 87°49′25″O / 39.90972, -87.82361. Según la Oficina del Censo de los Estados Unidos, Sidell tiene una superficie total de 2.4 km², de la cual 2.4 km² corresponden a tierra firme y (0%) 0 km² es agua.

## Demografía
Según el censo de 2010, había 617 personas residiendo en Sidell. La densidad de población era de 256,98 hab./km². De los 617 habitantes, Sidell estaba compuesto por el 97.89% blancos, el 0.16% eran afroamericanos, el 0.32% eran amerindios, el 0% eran asiáticos, el 0% eran isleños del Pacífico, el 0% eran de otras razas y el 1.62% pertenecían a dos o más razas. Del total de la población el 0.65% eran hispanos o latinos de cualquier raza.